# إنجاناثيريوم
الإنجاناثيريوم (الاسم العلمي: Injanatherium)،وتعني ("وحش إنجانا" منطقة في العراق). جنس منقرض من الزرافيات عاشت خلال العصر الميوسيني في كل من العراق، والسعودية، وباكستان. لدى أنواع الإنجاناثيريوم اثنين النتوءات العظمية الطويلة، التي تشبه الجناح محجر العين.